# TSG 1861 Ludwigshafen
TSG 1861 Ludwigshafen was een Duitse voetbalclub uit Ludwigshafen am Rhein. De club werd in 1903 opgericht en fusioneerde in 1937 gedwongen met Phönix Ludwigshafen.

## Geschiedenis
Na degradatie van FC Phönix 04 Ludwigshafen uit de Gauliga Südwest in 1936 zette de NSDAP de club onder druk om te fuseren met FC Pfalz 03 Ludwigshafen en de kleinere clubs SuR Ludwigshafen, TuF Ludwigshafen, TV Ludwigshafen en KC Ludwigshafen.
In 1938 promoveerde de club naar de Gauliga en eindigde drie seizoenen in de lagere middenmoot. In 1941 werd de Gauliga opgeheven en verder opgesplitst, TSG 1861 ging nu in de Gauliga Westmark spelen en werd in het eerste seizoen derde, achter FV Metz. Het volgende seizoen werd de club vierde. In 1943/44 moest de club een oorlogsfusie aangaan met TSG 1889 Oppau en VfL Friesenheim om een volwaardig team te kunnen opstellen. Als KSG TSG/Oppau/Friesenheim werd de club zevende. Het laatste seizoen van de Gauliga werd niet gespeeld. Na de Tweede Wereldoorlog werd de club ontbonden. Enkele voorgangers werden heropgericht.